# Sillago robusta
Sillago robusta là một loài cá biển sống ở đáy trong họ cá đục. Giống như nhiều loài cá đục, loài này có thân dài, cá thân hơi chắc chắn, có chiều dài 30 cm. Đây là loài đặc hữu của Australia, với các loài chia thành các quần tây và phía đông, với dân số Tây từ vịnh Shark Fremantle và quần thể phía đông từ Bustard Head, Queensland đến bắc New South Wales. Loài này sinh sống ở vùng sâu, vùng thềm lục địa biển cát với độ sâu tối thiểu là 70 m. Chúng là một động vật ăn thịt sống ở đáy, ăn nhiều loại giun nhiều tơ và động vật giáp xác. Chúng lớn nhanh chóng, và sự trưởng thành tình dục đạt được khi có chiều dài 13 cm, với sinh sản diễn ra giữa tháng 12 và tháng 3. Cá con nhỏ di chuyển dân số đông đến vùng biển ven bờ được bảo vệ, trong khi những quần thể phía Tây vẫn còn ở nước ngoài khơi trong suốt cuộc đời. Chúng là loài cá quan trọng cho ngành ngư nghiệp đánh bắt để xuất khẩu lớn hoạt động ra khỏi miền Nam Queensland và đến một mức độ thấp hơn New South Wales, với các cơ quan ngư nghiệp hạn chế đánh bắt hàng năm đến 1000 tấn trong Queensland. Hầu hết sản lượng đánh bắt được xuất khẩu đông lạnh sang một số nước châu Á, mặc dù số lượng nhỏ được bán tại Úc, với giá trị thực của các giá trị thủy sản khoảng 3 triệu đô la Úc mỗi năm.